# Jean-Jaurès (metropolitana di Tolosa)
Jean-Jaurès è una stazione della metropolitana di Tolosa, inaugurata il 26 giugno 1993, per quanto riguarda la linea A; il 30 giugno del 2007 è avvenuta l'inaugurazione della linea B. È l'unica stazione ad essere posta su entrambe le linee. La parte che serve la linea A è dotata di una banchina a 10 porte e perciò non può accogliere treni composti da più di due vetture. Invece la linea B è dotata di 3 binari e due banchine a 12 porte, permettendo l'accoglienza di treni a quattro vetture.

## Architettura
All'interno della stazione sono presenti due opere d'arte. Nella linea A c'è un anamorfismo realizzato dallo svizzero Felice Varini.
Nella linea B c'è un affresco astratto, che ritrae dei rettangoli bianchi e neri che si estendono per 30 metri, realizzato da Julije Knifer.

## Servizi
La stazione dispone di:
- Biglietteria automatica
- Scale mobili